# 네벨룽
네벨룽(Nebelung)은 고양이의 희귀한 혈통 품종이다. 네벨룽은 긴 몸과 넓은 녹색 눈, 길고 빽빽한 털, 그리고 온순한 성격을 가지고 있다. 이름은 니벨룽의 노래의 두 주요 인물인 독일 전사 시구르드와 아이슬란드 여왕 브륀힐드의 이름을 따서 명명된 이 품종의 조상 때문에 이 이름이 붙여진 것으로 생각된다.

## 기원

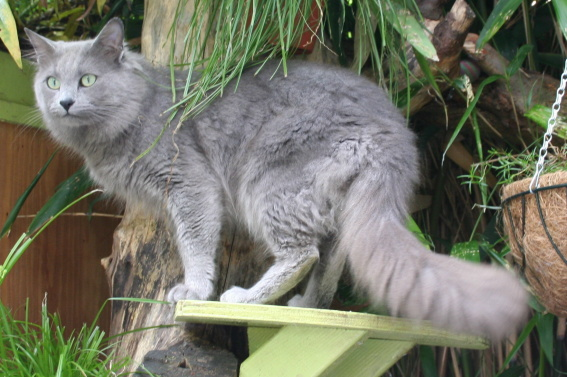
수컷 네벨룽

이 고양이 품종의 기반은 고양이 시구르드(1984년)와 브륀힐드(1985년)가 세웠다. 이들의 주인인 코라 코브는 그녀의 푸른 회색 고양이들의 아름다움에 매우 감명을 받았다. 이들은 러시안 블루처럼 보였지만 중장모를 갖고 있었다. 이 고양이들을 이용하여 새로운 품종을 만드는 것이 가능한지 알아보기 위해, 코라는 미국 고양이 협회의 유전학자와 접촉했다. 이 유전학자 Solveig Pfleuger는 이 품종이 중장모 러시안 블루와 유사하게 정의될 수 있다고 말했다. 코브는 그의 지원을 받아 러시안 블루에 따라 번식 기준을 작성했지만, 털 길이와 차이가 있었다.
그러나 국제 고양이 협회(TICA)의 러시안 블루 사육자들은 이에 반대했고, 따라서 품종 표준은 19세기와 20세기 초에 러시안 블루가 아닌 러시아에서 수입된 블루 그레이 고양이를 닮은 독특한 품종으로 인정되도록 개정되었다.
TICA는 네벨룽을 인정하고 품종 표준을 제공한 최초의 협회이다. 네벨룽 사육 프로그램의 목표는 초기 러시아 수입묘들과 같은 유형의 푸른 고양이를 생산하여 중간 길이의 두껍고 반짝이는 털과 결합하는 것이다. 몸과 꼬리는 길고, 귀는 머리에 비례하여 크며, 눈은 누르스름하다. 크기는 중간 정도이고, 몸은 근육이 잘 발달되어 있다. 털은 몸길이가 중간 정도이고, 꼬리는 더 길며, 털은 연한 색을 띤다. 전체적인 외형은 길고 튼튼하며 근육이 잘 발달되어 있다. 네벨룽이라는 이름은 독일어로 "안개의 창조물"이라는 단어에서 따온 것이다.

## 특징

### 신체적 특징

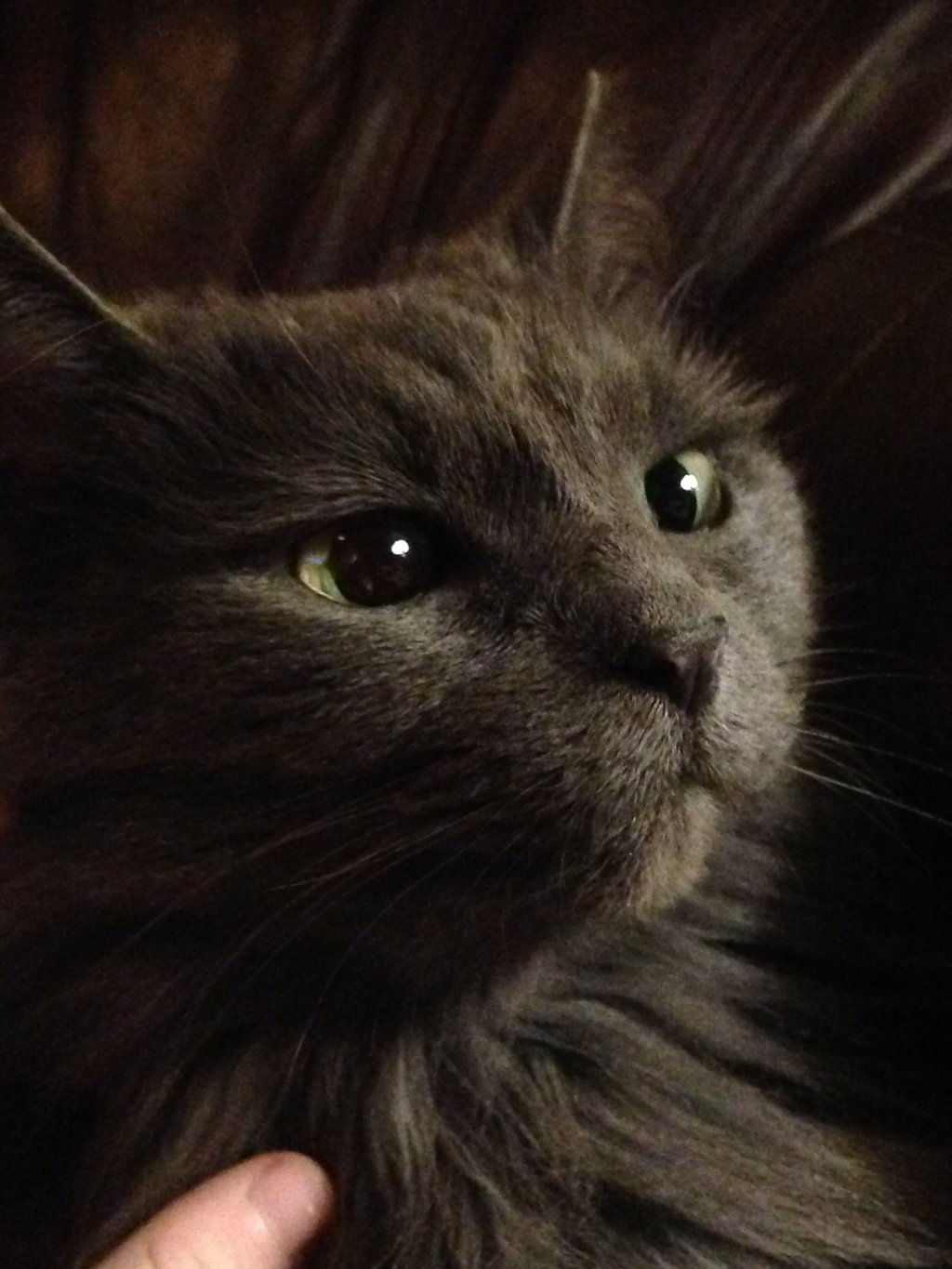
네벨룽의 눈은 녹색에서 황록색까지 다양하다.

네벨룽 고양이는 길고 우아한 목과 몸, 긴 다리, 길고 중간 정도의 털, 그리고 긴 꼬리를 특징으로 한다. 약간 타원형의 눈은 선명한 녹색이거나 때로는 황록색이다. 크고 뾰족한 귀는 둥근 귀보다는 약간 뾰족하며, 다른 고양이들에 비해 윗쪽에 있다. 전체적인 모습은 길고 튼튼해보이며 근육이 잘 발달된 고양이의 모습이다. 부드러운 겉털과 속털은 섬세하고 부드러운 느낌을 준다; 그것은 회색이고 일부 은색을 띤다. 이들은목 주위에 주름이 있다. 꼬리의 털은 몸의 털보다 길다. 털뭉치는 귀 뒤와 발가락 사이에서 발견된다. 완전한 털은 고양이가 약 2살이 되었을 때 발달한다. 네벨룽의 수명은 16년 이상이다. 네벨룽의 몸무게는 평균 암컷은 3.5kg, 수컷은 6.5kg이다.

### 행동의 특징

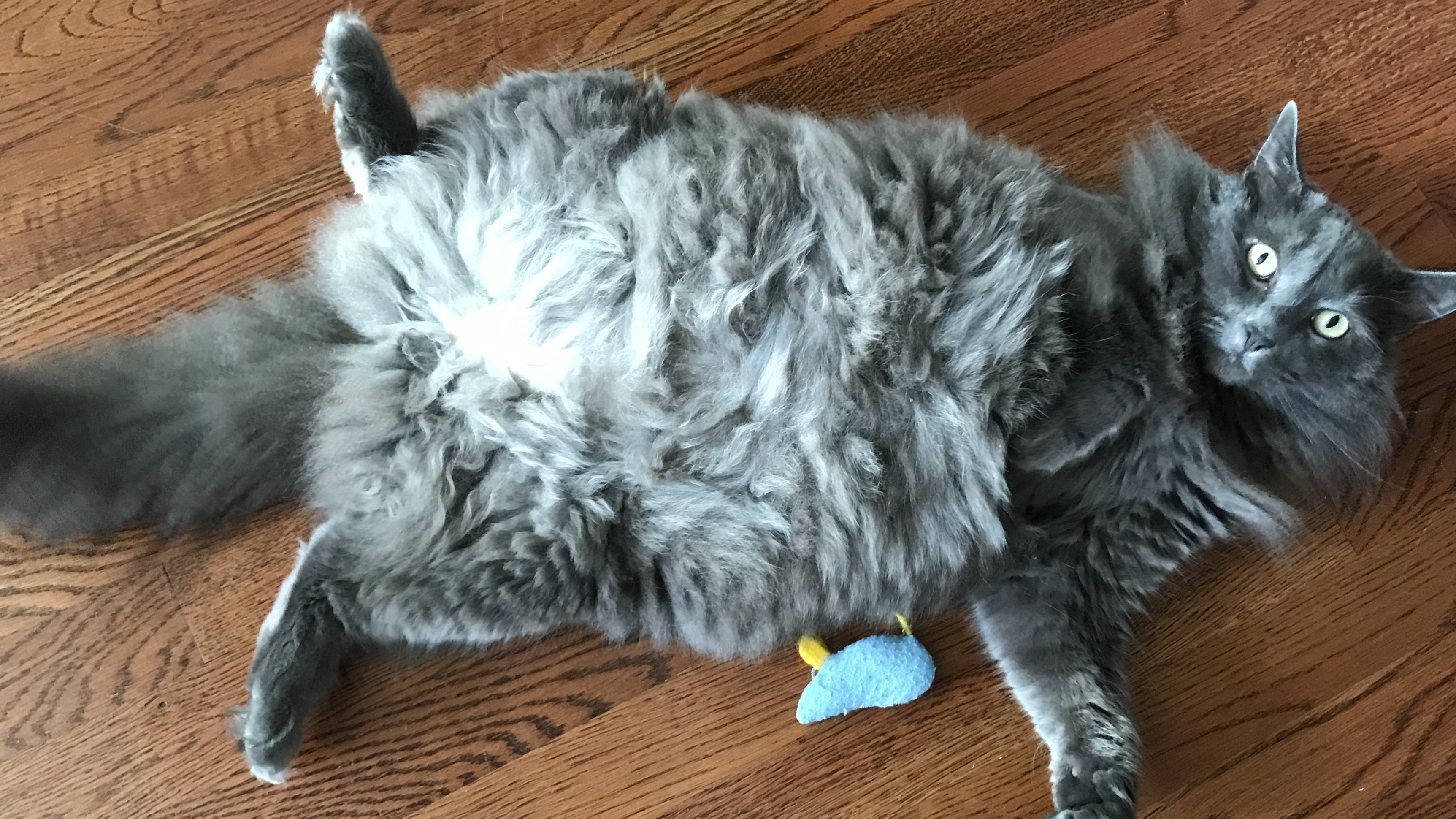
애정을 받을 준비가 되어 있다는 표시로 배를 드러내는 수컷 네벨룽.

네벨룽 고양이는 활발하고, 장난기 많고, 다정하고, 성격이 좋고, 똑똑하다. 활동적인 고양이임에도 불구하고, 실내에서 매우 잘 살 수 있다. 네벨룽은 그들 자신의 가족을 좋아하고 종종 낯선 사람들과는 거리를 둔다. 그들은 선택된 소수의 사람들과 유대감을 갖고 평생 동안 사랑하며 헌신적으로 지내는 경향이 있다. 하지만, 그 사람들 또는 다른 고양이의 동반자를 흔쾌히 받아들이는 고양이다. 네벨룽은 매우 좋은 의사소통자이다. 네벨룽은 쓰레기의 청결함과 음식 종류와 같은 것들에 대해 매우 까다롭다.

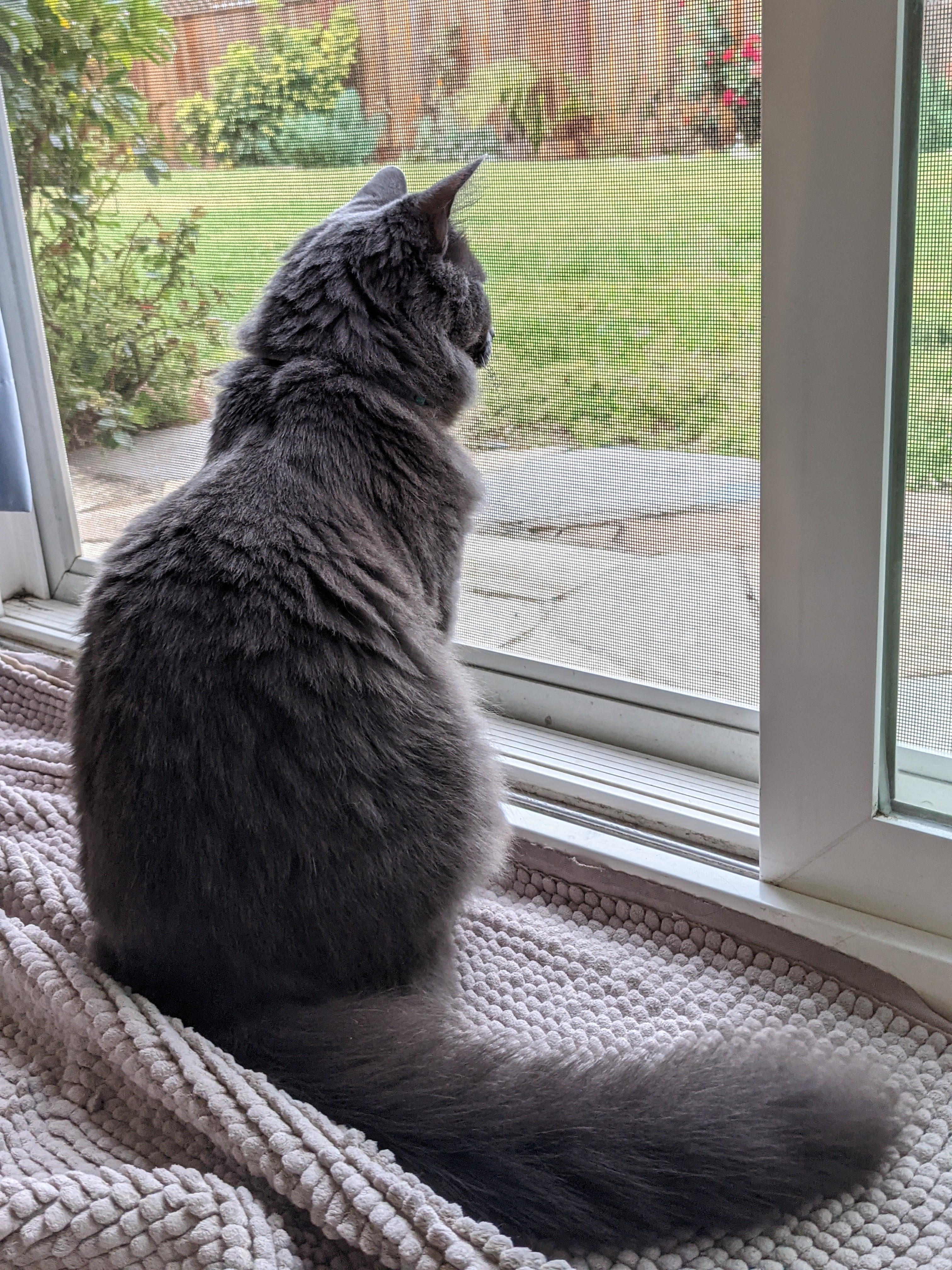
문 밖을 쳐다보는 암컷 네벨룽

## 품종 인정 여부
네벨룽은 미국, 캐나다, 러시아, 유럽에 번식하는 다소 새로운 품종이다. 네벨룽은 TICA 외에도 미국 고양이 애호가 협회(ACFA), 세계 고양이 연맹(WCF), 리브르 오피시엘 데 오리진스 펠린스(LOOF), 네덜란드, 벨기에, 독일의 독립 고양이 협회에서도 인정받고 있다. 그러나 그 품종의 인정은 여전히 제한적이다.

## 같이 보기
- 러시안 블루
- 러시안 화이트, 블랙, 그리고 태비